# Matt Williams (baseball)
Pour les articles homonymes, voir Matt Williams.
Matthews Derrick Williams (né le 28 novembre 1965 à Bishop, Californie, États-Unis) est un joueur de baseball à la retraite qui évolua en Ligue majeure de baseball de 1987 à 2003 comme joueur de troisième but des Giants de San Francisco, des Indians de Cleveland et des Diamondbacks de l'Arizona. 
Il dirige les Nationals de Washington pour deux saisons. Il est nommé gérant de l'année en Ligue nationale à sa première saison avec le club en 2014 avant d'être congédié au terme d'une décevante saison 2015.
Après son départ des Nationals, il est nommé instructeur de troisième but des Diamondbacks de l'Arizona.

## Carrière de joueur
Matt Williams est sélectionné cinq fois au match des étoiles en 1990, 1994, 1995, 1996 et 1999. Il reçoit également quatre Gants dorés, en 1991, 1993, 1994 et 1997. Il participe, dans des causes perdantes, à la Série mondiale 1989 avec les Giants de San Francisco et la Série mondiale 1997 avec les Indians de Cleveland, puis remporte la Série mondiale 2001 avec les Diamondbacks de l'Arizona.

## Carrière d'entraîneur

### Diamondbacks de l'Arizona
En 2010, il est nommé instructeur au premier but des Diamondbacks de l'Arizona de la Ligue majeure de baseball. De 2011 à 2013, il est l'instructeur au troisième but de cette équipe.

### Nationals de Washington
Le 31 octobre 2013, Matt Williams devient le 6e manager des Nationals de Washington. Il succède pour la saison 2014 à Davey Johnson, parti à la retraite.
Après avoir pris le second rang de la section Est en 2013, les Nationals remportent en 2014 un deuxième titre de division en trois ans, alors que Williams les mène à une fiche de 96 victoires et 66 défaites, la deuxième meilleure des majeures et la meilleure de la Ligue nationale cette année-là. L'élan des Nationals est toutefois coupé court par leur défaite aux mains des Giants de San Francisco en Série de divisions. Néanmoins, Williams reçoit le prix du gérant de l'année de la Ligue nationale en 2014. Il est le 4e gérant à recevoir ce prix à sa première année, après Hal Lanier en 1986, Dusty Baker en 1993 et Joe Girardi en 2006.
Le 21 février 2015, les Nationals annoncent que le club va se prévaloir de l'année d'option au contrat de Williams et que celui-ci dirigera l'équipe en 2016.
La saison 2015 est décevante : largement considéré comme favori,,,, pour remporter le titre de la division et atteindre la Série mondiale, le club cède le pas aux Mets de New York et termine la campagne avec seulement 83 victoires, 7 matchs derrière les meneurs. Les critiques envers Williams s'intensifient, notamment au sujet de l'emploi de ses lanceurs de relève,,, et son jugement est remis en question fin septembre à la suite d'une altercation hautement médiatisée dans l'abri des joueurs entre Jonathan Papelbon et Bryce Harper.
Le 5 octobre 2015, les Nationals congédient Williams et 7 de ses instructeurs. En deux saisons, les Nats remportent 179 matchs contre 145 défaites pour un pourcentage de victoires de ,552 en 324 parties sous les ordres de Williams.
Le 12 novembre 2015, Williams retourne chez les Diamondbacks de l'Arizona, cette fois dans le rôle d'instructeur de troisième but pour la saison 2016.